# سالي فريزر
سالي فريزر (بالإنجليزية: Sally Fraser)‏ هي ممثلة أمريكية، ولدت في 12 ديسمبر 1932 في الولايات المتحدة.

## وصلات خارجية
- سالي فريزر على موقع IMDb (الإنجليزية)
- سالي فريزر على موقع قاعدة بيانات الفيلم (الإنجليزية)